# تمر حنا أفرنجي

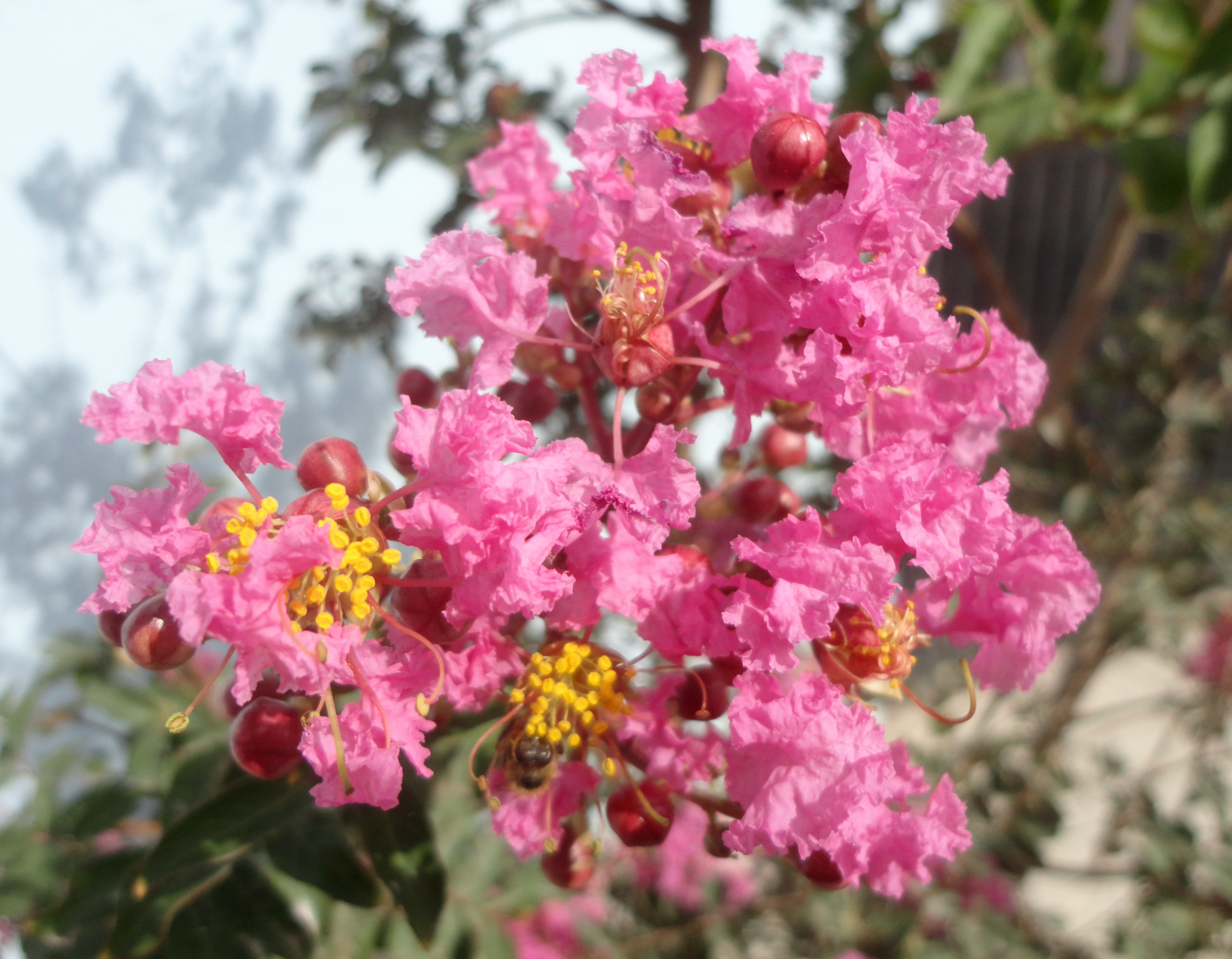

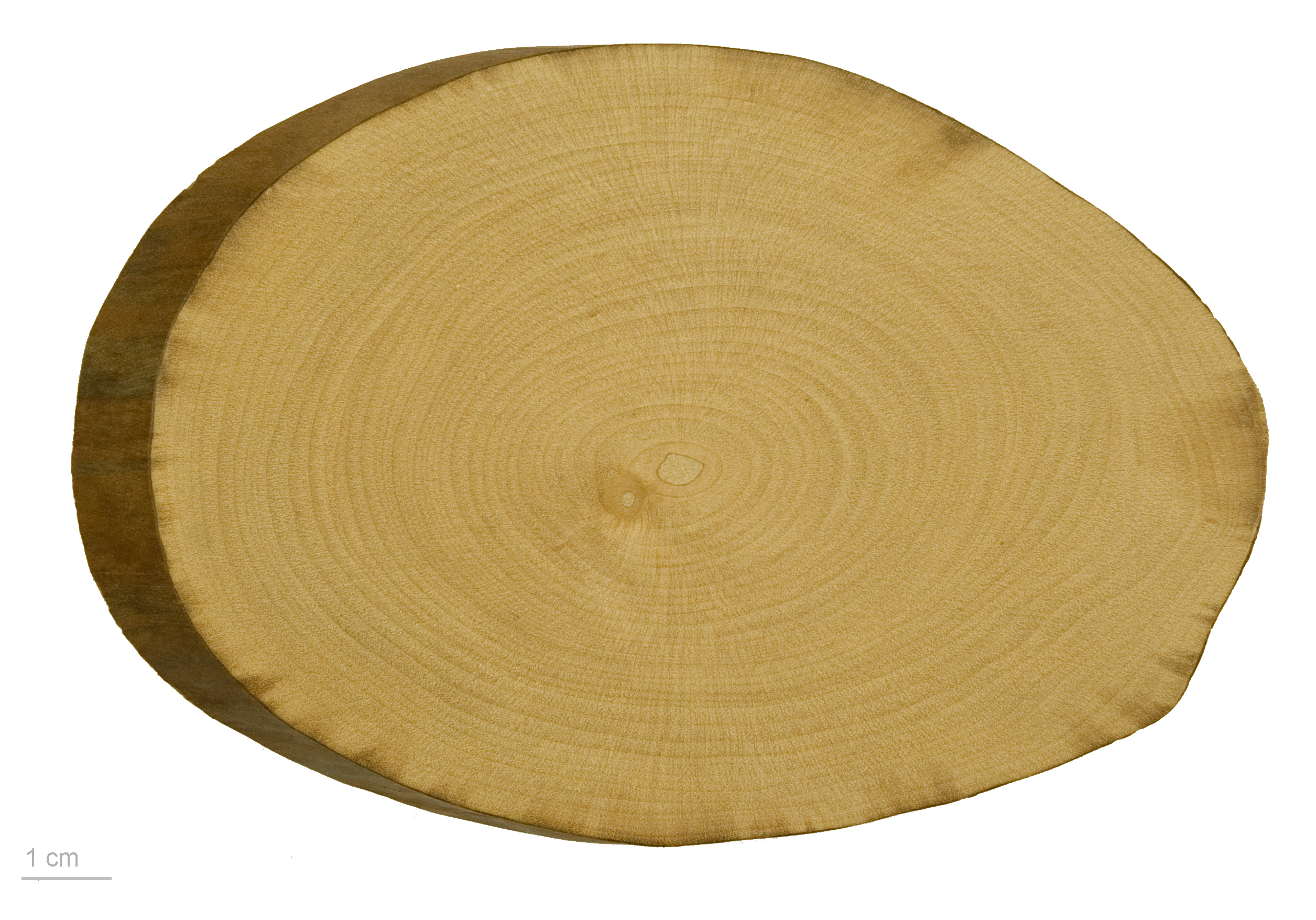
ساق نبات تمر الحنا الافرنجي

تمر حنا أفرنجي (الاسم العلمي: Lagerstroemia indica) هو نبات ينتمي إلى فصيلة الخثرية (Lythraceae).